# Steponas Darius
Steponas Darius (rođen kao Steponas Darašius) (8. siječnja 1896., Rubiškė, Litva – 17. srpnja 1933., blizu Soldina, Njemačka) je bio litvansko-američki zrakoplovac.
Rođen je u Rubiskesu, okrugu grada Memel (danas Klaipėda, Litva).
Emigrirao je u SAD s obitelji 1907.
1917. pridružio se vojsci SAD-a, nakon što su SAD ušle u rat, i promijenio je svoje ime u Darius.
Služio je kao brzoglasni operater u 149. regimenti poljskog topništva, boreći se u Francuskoj, za što je dobio i odličje Ljubičasto srce.
1920. se vratio u Litvu, pridruživši se litvanskim vojnim snagama, gdje je završio vojnu školu 1921. Dok je bio u Litvi, okončao je obuku za zrakoplovca. 1927. se vratio u SAD i počeo je raditi u civilnom zrakoplovstvu.
15. srpnja 1933., zajedno sa Stasysom Girenasom, pokušao je neprekidni let iz New Yorka do Kaunasa, sveukupno 7.186 km, u zrakoplovu Bellanca CH-300 Pacemaker imena "Lituanica". 
Nakon što su uspješno prješli Atlantski ocean za 37 sati i 11 minuta neprekidnog leta, srušili su se 17. srpnja u 0:36 AM (po berlinskom vremenu) kod sela Kuhdamm, blizu Soldina u Njemačkoj (danas sela Pszczelnik, područje Mysliborza, Poljska), zbog poteškoća s vremenskim uvjetima i nevoljama s motorom, pri čemu su oba zrakoplovca su poginula u nesreći. 

Prješli su udaljenost od 6.411 kilometara bez slijetanja, 650 km do njihove planirana odredišta.

## Vanjske poveznice
- Palwaukee Airport (Wheeling, Illinois) na litvanskoj novčanici  Arhivirana inačica izvorne stranice od 21. lipnja 2007. (Wayback Machine)